# Celastrina lombokensis
Celastrina lombokensis är en fjärilsart som beskrevs av Hans Fruhstorfer 1917. Celastrina lombokensis ingår i släktet Celastrina och familjen juvelvingar. Inga underarter finns listade i Catalogue of Life.